# Bhopal
Bhopal, även kallad sjöarnas stad, är huvudstad i delstaten Madhya Pradesh i Indien. Den är samtidigt centralort i ett distrikt och en division med samma namn som staden. Folkmängden uppgick till cirka 1,8 miljoner invånare vid folkräkningen 2011. Storstadsområdet beräknades ha cirka 2,3 miljoner invånare 2018.
Staten Bhopal erövrades av Dost Muhammed khan, som efter Aurangzebs död 1707 förklarade sig självständig med titeln nawwab och 1723 utropade staten Bhopal. Under slutet av 1700- och början av 1800-talet drabbades Bhopal hårt av härjningståg under Pindaras och maratherna. Härigenom kom man att närma sig britterna och behöll sin självständighet som stat i allians med Storbritannien. 1844–1926 rådde endast kvinnlig tronföljd.
Stadsbilden innehåller dels den gamla staden med gamla moskéer och palats samt andra minnesmärken efter Begumhärskarna och andra forna herrar, dels den nya staden med modern arkitektur och modernt näringsliv.

## Gaskatastrofen 1984
I omvärlden är Bhopal mest känt för Bhopalkatastrofen natten till 3 december 1984 då 43 ton metylisocyanat och andra gaser från amerikanska Union Carbides fabrik strömmade ut över den sovande staden. 520 000 människor utsattes för gaserna, 8 000 dog under första veckan, och närmare 200 000 fick olika grader av skador, bland annat lung- och ögonskador. Greenpeace uppskattar antalet omkomna i låga tal till 20 000 och åtskilliga fler under de följande åren.
Orsakerna till utsläppet var främst en undermålig design av fabriken, bristande underhåll, dålig personalpolitik och ekonomisk press. Att den fick så stora konsekvenser berodde i huvudsak på underlåtenhet dels från Union Carbide Corporation, dels från indiska regeringen och delstatsregeringen.
En av följderna av fabrikens tillverkning är förorenat grundvatten utanför fabriksområdet, där nya slumområden vuxit upp.
Idag arbetar Sambhavna Trust, en stiftelse som driver en klinik, med att ge vård och upprättelse till de skadade. Sambhavna ingår också i det världsomspännande nätverk av miljöorganisationer och enskilda som bekämpar kemisk miljöförstörelse.
Dow Chemical har köpt Union Carbide. Företaget förnekar fortfarande att de hade någon skuld i katastrofen. Man anser att utsläppet berodde på sabotage, något som det inte finns några bevis för.
Efter 23 års arbete dömde en indisk domstol den 7 juni 2010 åtta tidigare indiska chefer till fängelse i upp till två år.
En svensk fotograf ådrog sig lungskador vid sitt besök i Bhopal strax efter olyckan. En svensk läkare, som skrivit en bok om Bhopalkatastrofen, var under åtskilliga år persona non grata i Indien.